# Sofía Toro
Sofía Toro Prieto-Puga (ur. 19 sierpnia 1990 w A Coruña) – hiszpańska żeglarka sportowa, mistrzyni olimpijska z Londynu.
Zawody w 2012 były jej pierwszymi igrzyskami olimpijskimi. Po medal sięgnęła w rywalizacji w klasie Elliott 6m. Jej partnerkami były Ángela Pumariega i Támara Echegoyen.